# Winter, ade! Scheiden tut weh
Winter, ade! Scheiden tut weh ist ein von August Heinrich Hoffmann von Fallersleben verfasstes Frühlings- und Kinderlied. Der Text entstand 1835 als Winters Abschied. Er erschien erstmals 1837 zunächst in einer zweistrophigen Fassung in Hoffmanns Gedichten, sowie 1843 in dreistrophiger Fassung zusammen mit der Melodie, einem Volkslied aus dem 18. Jahrhundert, das erstmals in Franken aufgezeichnet wurde.

## Beschreibung und Geschichte

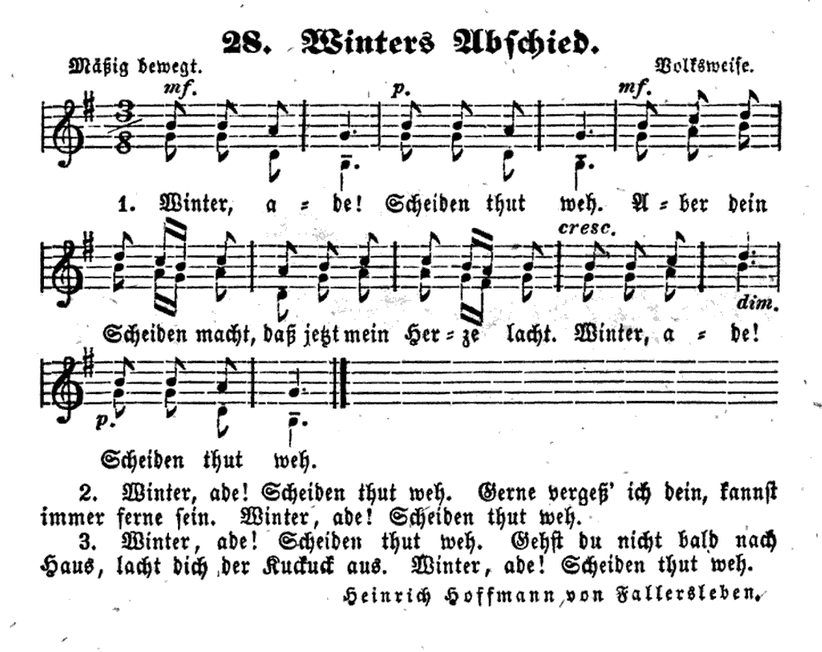
Text und Noten aus Deutscher Liedergarten, 1851

Mit dem Liedtext stellt sich Hoffmann von Fallersleben in die Tradition von Liedern, die Vorfreude über das nahende Ende des Winters ausdrücken. Dass Wilhelm Mannhardt den Text für einen direkten Nachklang des Brauchtums vom Winteraustreiben auffasste, war jedoch ein „gelehrter Irrtum“, da Mannhardt sich auf eine Aufzeichnung nach mündlichem Vortrag stützte und sich Hoffmanns Autorschaft offenbar nicht bewusst war. Hoffmann nimmt zwar zu Beginn aller drei Strophen mit der bekannten Wendung „Scheiden tut weh“ eine alte und weitverbreitete Redensart auf, kehrt diese Aussage aber sogleich ins Gegenteil um, in der ersten Strophe etwa mit „Aber dein Scheiden macht, daß jetzt mein Herze lacht“. Die Wendung „Liebchen ade! Scheiden tut weh“ erscheint auch in dem damals bekannten Lied Auf Matrosen, die Anker gelichtet (1817) von Wilhelm Gerhard. Der Text wurde später auch in dem Lied Liebchen adé (1934) von Herms Niel aufgegriffen. Die mündlich überlieferte Melodie wurde von Carl Hohnbaum mit dem Liebeslied Schätzchen ade in der Gegend von Würzburg aufgezeichnet und erstmals 1816 in Johann Gustav Gottlieb Büschings Wöchentlichen Nachrichten veröffentlicht. Zu derselben Melodie veröffentlichte Friedrich Silcher 1827 in seinen Volksliedern für Männerstimmen einen vierstimmigen Männerchorsatz mit abweichendem Text Liebchen ade.
Winter ade ist bis heute in zahlreichen Liederbüchern und auf zahlreichen Tonträgern vertreten, Aufnahmen stammen beispielsweise von Nena und den Regensburger Domspatzen.

## Interpretation
Das Lied entstand zur Zeit der Restauration nach den Karlsbader Beschlüssen von 1819. Der in der dritten Strophe erwähnte Kuckuck lässt deshalb möglicherweise eine politische Deutung zu: Dieser Vogel, der im älteren Lied Auf einem Baum ein Kuckuck saß abgeschossen wird, kehrt ein Jahr später in der letzten Strophe lebendig zurück. In damaliger Lesart stand der Kuckuck für das unterdrückte und bekämpfte, aber letztlich unbesiegte Bürgertum. Demnach stünde der Winter für die Karlsbader Beschlüsse, welche die Abschaffung der Meinungsfreiheit, die Pressezensur und weitere Repressalien mit sich brachten. Eine solche mögliche Lesart spielte aber spätestens seit Mitte des 19. Jahrhunderts, als das Lied in Kinderliederbücher aufgenommen wurde, keine Rolle mehr. Später war es in Preußen sogar verpflichtender Unterrichtsstoff im ersten Schuljahr.

## Liedtext
Winter, ade!

Scheiden thut weh.

Aber dein Scheiden macht,

Daß jetzt mein Herze lacht.

Winter, ade!

Scheiden thut weh.

Winter, ade!

Scheiden thut weh.

Gerne vergess’ ich dein;

Kannst immer ferne sein.

Winter, ade!

Scheiden thut weh.

Winter, ade!

Scheiden thut weh.

Gehst du nicht bald nach Haus,

Lacht dich der Kuckuck aus.

Winter, ade!

Scheiden thut weh.